# Tse Tak Wah
Tse Tak Wah (5 de junio de 1985) es un deportista hongkonés que compite en bochas adaptadas. Ganó una medalla de oro en los Juegos Paralímpicos de París 2024, en la prueba de dobles mixto (clase BC3).

## Palmarés internacional
| Juegos Paralímpicos | Juegos Paralímpicos | Juegos Paralímpicos | Juegos Paralímpicos |
| Año                 | Lugar               | Medalla             | Prueba              |
| ------------------- | ------------------- | ------------------- | ------------------- |
| 2024                | París (Francia)     | Medalla de oro      | Dobles BC3 mixto    |